# Dilochrosis brownii
Dilochrosis brownii är en skalbaggsart som beskrevs av Kirby 1818. Dilochrosis brownii ingår i släktet Dilochrosis och familjen Cetoniidae. Inga underarter finns listade i Catalogue of Life.